# Oscarsteatern

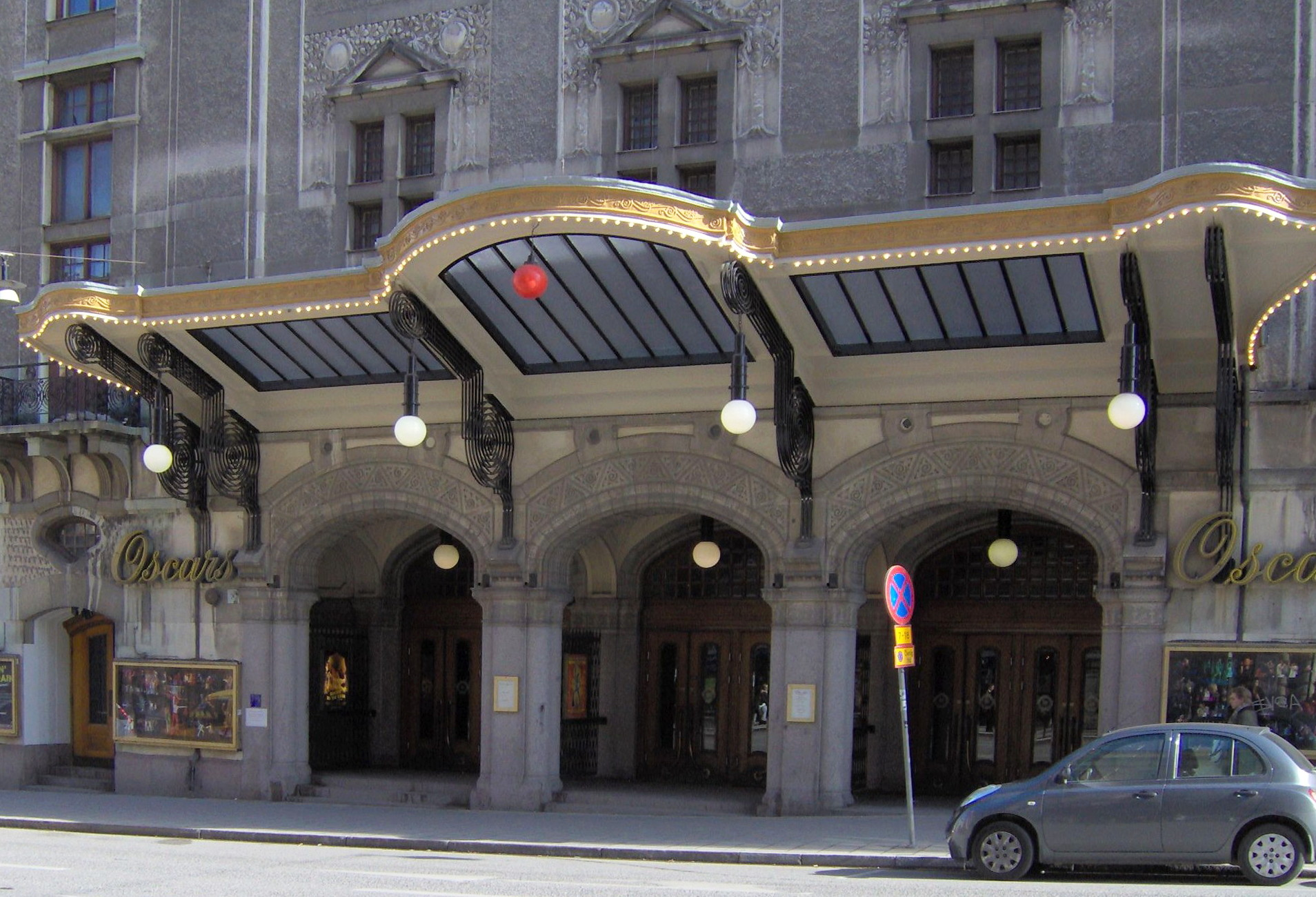
Ingresso principale

L'Oscarsteatern (Teatro Oscar), noto anche semplicemente come Oscars, è uno dei teatri privati di Stoccolma ed è il teatro musicale più famoso della Svezia. Si trova in Kungsgatan 63 nel centro di Stoccolma.

## Storia
Il teatro fu progettato in Stile Liberty dall'architetto Axel Anderberg (1860–1937) e fu inaugurato il 6 dicembre 1906. Prende il nome da Re Oscar II. Il salone ospitava 1175 posti a sedere ed era decorato con stucchi bianchi e ornamenti dorati. Tra il 1971-1974 il teatro fu chiuso per lavori di ristrutturazione e contestualmente fu restaurato il salone.

## Produzioni
La produzione di apertura fu Frihetsbröderna (Les brigands) di Jacques Offenbach, il 6 dicembre dello stesso anno. Il teatro è stato negli anni considerato il palcoscenico più importante della Svezia per le produzioni musicali e le operette. Il teatro ha 905 posti a sedere e per molti anni all'inizio del XX secolo fece parte dell'impero teatrale di Albert Ranft (1858-1938).
Nel corso degli anni ha vantato alcune grandi produzioni musicali, tra cui diverse messe in scena di successo di My Fair Lady (la serie 1959-1961 ha raggiunto 766 rappresentazioni) e la serie 1989-95 de The Phantom of the Opera (eseguita 1173 volte). La cantante, soprano d'opera, Rosa Grünberg (1878–1960) fece qui il suo debutto teatrale. Anche la messa in scena originale svedese (ed europea) di Nine del 1983 è tra le produzioni di maggior successo, e acclamate dalla critica, nella storia del teatro.

## Manager
Il teatro fu gestito dal suo inizio fino al 1926 da Albert Ranft; dal 1926 al 1947 da Gösta Ekman (1890–1938) e Pauline Brunius (1881–1954) tra gli altri.  In questo periodo fu utilizzato esclusivamente come palcoscenico per il dramma parlato. Dal 1947 al 1998 è stato gestito da Sandrew Metronome, durante un periodo spesso descritto come i "giorni d'oro" del teatro in termini di spettacoli di teatro musicale. Nel 1998 è stata gestito da Vicky von der Lancken e dal 2004 dalla società di produzione 2 Entertain.
Nell'autunno del 2006 il teatro ha celebrato il suo centesimo anniversario con la produzione musicale Singin' in the Rain.